# 島田郵便局
島田郵便局（しまだゆうびんきょく）
- 静岡県島田市にある郵便局。本記事にて記述する。
- 山梨県上野原市にある郵便局。局番号は08144。

島田郵便局（しまだゆうびんきょく）は静岡県島田市にある郵便局。民営化前の分類では集配普通郵便局であった。

## 概要
住所：〒427-8799 静岡県島田市中央町17-1
1871年（明治4年）の郵便制度発足にあたり東海道の各宿場に設けられた郵便取扱所を前身とする、日本で最も歴史ある郵便局の一つである。以降現在に至るまで、島田の郵便事業の中心的な役割を果たし続けている。

### 分室
分室はなし。過去に存在した分室は以下のとおり。
- 保険分室 - 1952年（昭和27年）に廃止。

## 沿革
- 1871年4月20日（明治4年3月1日） - 日本の近代郵便制度の創設とともに島田郵便取扱所として開設[1]。
- 1873年（明治6年） - 島田郵便役所となる。
- 1875年（明治8年）1月1日 - 島田郵便局（五等）となる。
- 1882年（明治15年）9月16日 - 為替・貯金取扱を開始。
- 1897年（明治30年）3月21日 - 島田郵便電信局となる。
- 1903年（明治36年）4月1日 - 通信官署官制の施行に伴い島田郵便局となる。
- 1945年（昭和20年）12月6日 - 特定郵便局から普通郵便局に局種別改定[2]。
- 1946年（昭和21年）5月11日 - 保険分室を設置[3]。
- 1952年（昭和27年）6月23日 - 島田市8365から、同市字町並に局舎を新築、移転。同日、保険分室を廃止[4]。
- 1956年（昭和31年）9月21日 - 電話通話および和文電報受付事務の取扱を開始[5]。
- 1970年（昭和45年）2月 - 局舎落成。
- 1998年（平成10年）9月1日 - 外国通貨の両替および旅行小切手の売買に関する業務取扱を開始。
- 2007年（平成19年）10月1日 - 民営化に伴い、併設された郵便事業島田支店に一部業務を移管。
- 2012年（平成24年）10月1日 - 郵便局株式会社と郵便事業株式会社の合併に伴い、郵便事業島田支店を統合。

## 取扱内容
- 郵便、印紙、ゆうパック、内容証明
- 貯金、為替、振替、振込、国際送金、国債、投資信託
- 生命保険、バイク自賠責保険、自動車保険、がん保険、引受条件緩和型医療保険、変額年金保険
- ゆうゆう窓口
- 「427-00xx」区域（島田市（合併以前からの島田市域の一部））の集配業務
- ゆうちょ銀行ATM

## 周辺
- 島田市役所
- 島田市民総合施設プラザおおるり
- 国道1号
- 伊太谷川（大井川の支流）

## アクセス
- JR東海道本線 島田駅から北へ約1km（徒歩約11分）
- しずてつジャストライン金谷島田病院線・島田静波線「島田郵便局前」停留所下車すぐ。（平日のみ運行。）
- 島田市コミュニティバス大津線・田代の郷温泉線「島田郵便局」停留所下車すぐ。（年末年始は運休。）
- 東名高速道路 吉田ICから北西へ約8.5km
- 駐車場あり：22台